# Radžastanski jezici
Radžastanski jezici, skupina centralnih indoarijskih jezika iz iz Pakistana i Indije. Obuhvaća (10) marwarskih jezika i (8) pobliže neklasificiranih jezika.

## Jezici
Predstavnici su: dhatki [mki], dhundari [dhd], goaria [gig], godwari [gdx], loarki [lrk], marwari (2 jezika, indija [rwr] i Pakistan [mve]), merwari [wry], mewari [mtr] i shekhawati [swv].
Osam neklasificiranih jezika su: bagri [bgq], gade lohar [gda], gujari [gju], gurgula [ggg], harauti (hadothi) [hoj], lambadi [lmn], malvi [mup], nimadi [noe].

## Vanjske poveznice
- Ethnologue (14th)
- Ethnologue (15th)